# ترای-سیتی (اورگن)
ترای-سیتی (به انگلیسی: Tri-City) یک منطقهٔ مسکونی در ایالات متحده آمریکا است که در شهرستان داگلاس، اورگن واقع شده‌است. ترای-سیتی ۱۸٫۷ کیلومتر مربع مساحت و ۳٬۹۳۱ نفر جمعیت دارد و ۲۲۶ متر بالاتر از سطح دریا واقع شده‌است.